# Stepneyville
Stepneyville est une banlieue interne de la cité de  Nelson, située dans l’Île du Sud de la Nouvelle-Zélande.

## Situation
Elle siège sur le trajet de la route State Highway 6/S H 6, à l’ouest du centre-ville de la cité de Nelson, sur les berges de la baie de Tasman, entre les villes de Port Nelson et Britannia Heights  , .